# Тменикау
Тменикау (осет. Тменыхъæу) — село в Пригородном районе республики Северная Осетия — Алания. Входит в состав Кармадонского сельского поселения. 

## География
Селение расположено юго-западной части Пригородного района, в 3 км к югу от сельского центра — Кармадон. Средние высоты на территории села составляют 1592 метра над уровнем моря. 

## Население
| 2002 | 2010 | 2021 |
| ---- | ---- | ---- |
| 14   | ↘12  | ↗13  |